# Ken Brown (músico)
Ken Brown, nacido Kenneth Brown (Enfield, 1940-Essex, 9 de junio de 2010) fue un músico británico conocido por haber sido guitarrista de la banda The Quarry Men, fundada y liderada por John Lennon, que fue antecesora de Los Beatles. Tocó la guitarra, junto a Lennon, Paul McCartney y George Harrison, en los shows que Los Quarry Men realizaron en el Café Casbah en 1958 y 1959.

## Biografía

### Infancia
Ken Brown nació en 1940 en Enfield, Inglaterra. Su familia se mudó a Liverpool al año siguiente.
Brown perteneció a la primera generación británica de adolescentes con características sociales y culturales propias, marcadas por el racionamiento de alimentos entre 1939 y 1954, la extensión de la educación obligatoria hasta los quince años y la eliminación del servicio militar. Los años 1954, 1955 y 1956 fueron de gran importancia social y musical para la generación de adolescentes británicos nacidos en la guerra. En 1954 terminó el racionamiento de alimentos que les permitió disfrutar por primera vez en su vida de placeres típicamente infantiles como los helados, las golosinas y las tortas, abriendo el camino hacia un gran cambio de costumbres caracterizadas por el placer y el consumo. En 1955 estalló mundialmente el rock and roll estadounidense, con las figuras de Bill Haley primero y Elvis Presley después. En 1956 estalló con Lonnie Donegan, exclusivamente en Gran Bretaña, lo que se llamó la «locura del skiffle"» (skiffle craze), un intermedio entre el folk, el jazz y el rock, pero cantado por británicos con instrumentos baratos, como la guitarra -ajena hasta ese momento a la cultura británica-, o caseros, como la tabla de lavar y el bajo de cofre de té (tea-chest bass). El skiffle fue adoptado masivamente por los adolescentes británicos, no solo como música para bailar, sino sobre todo para tocar: decenas de miles de bandas de skiffle integradas por adolescentes se crearon ese año.

### The Quarry Men

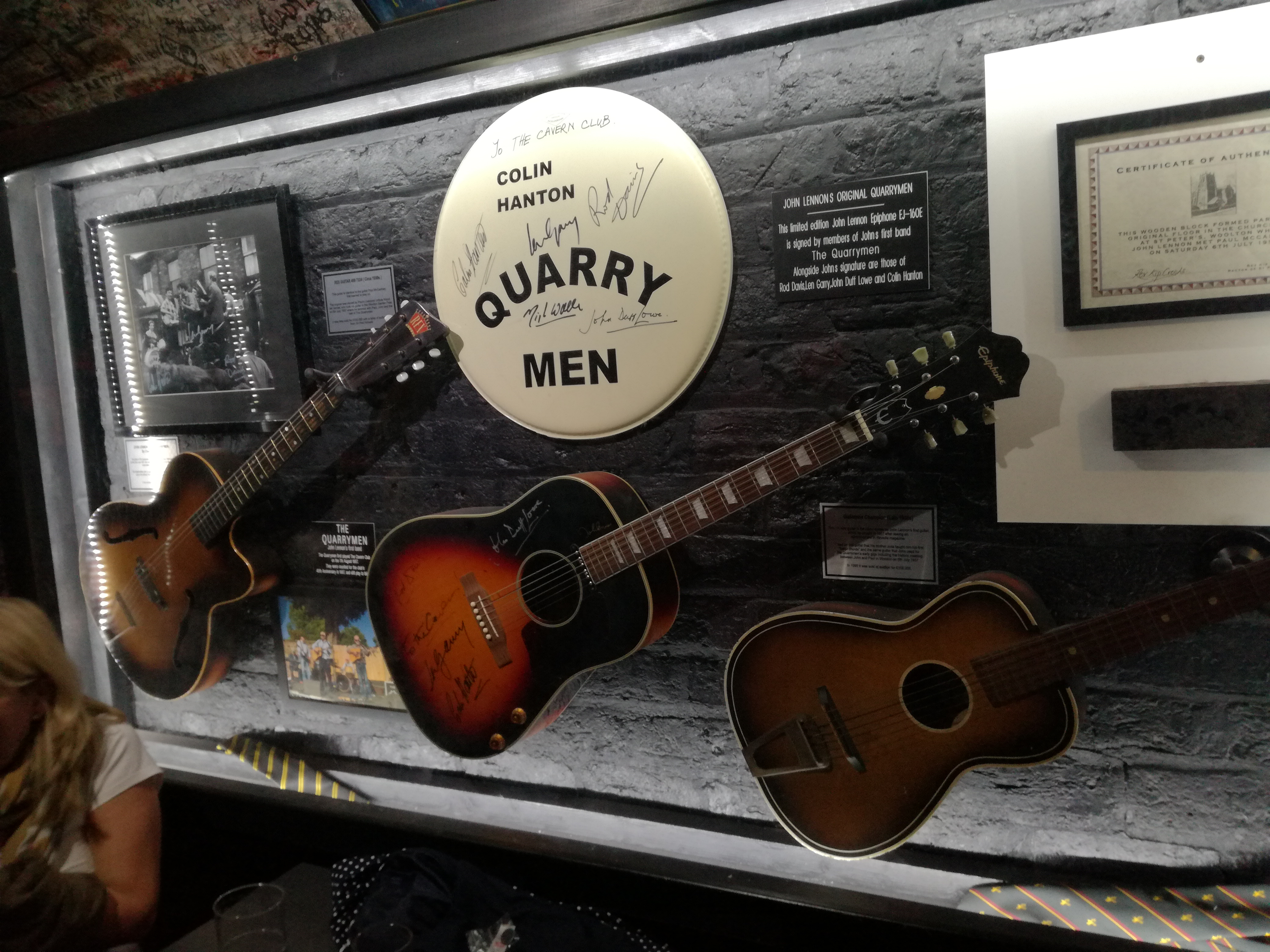
Vitrina dedicada a The Quarry Men en The Cavern Club, con instrumentos autografiados.

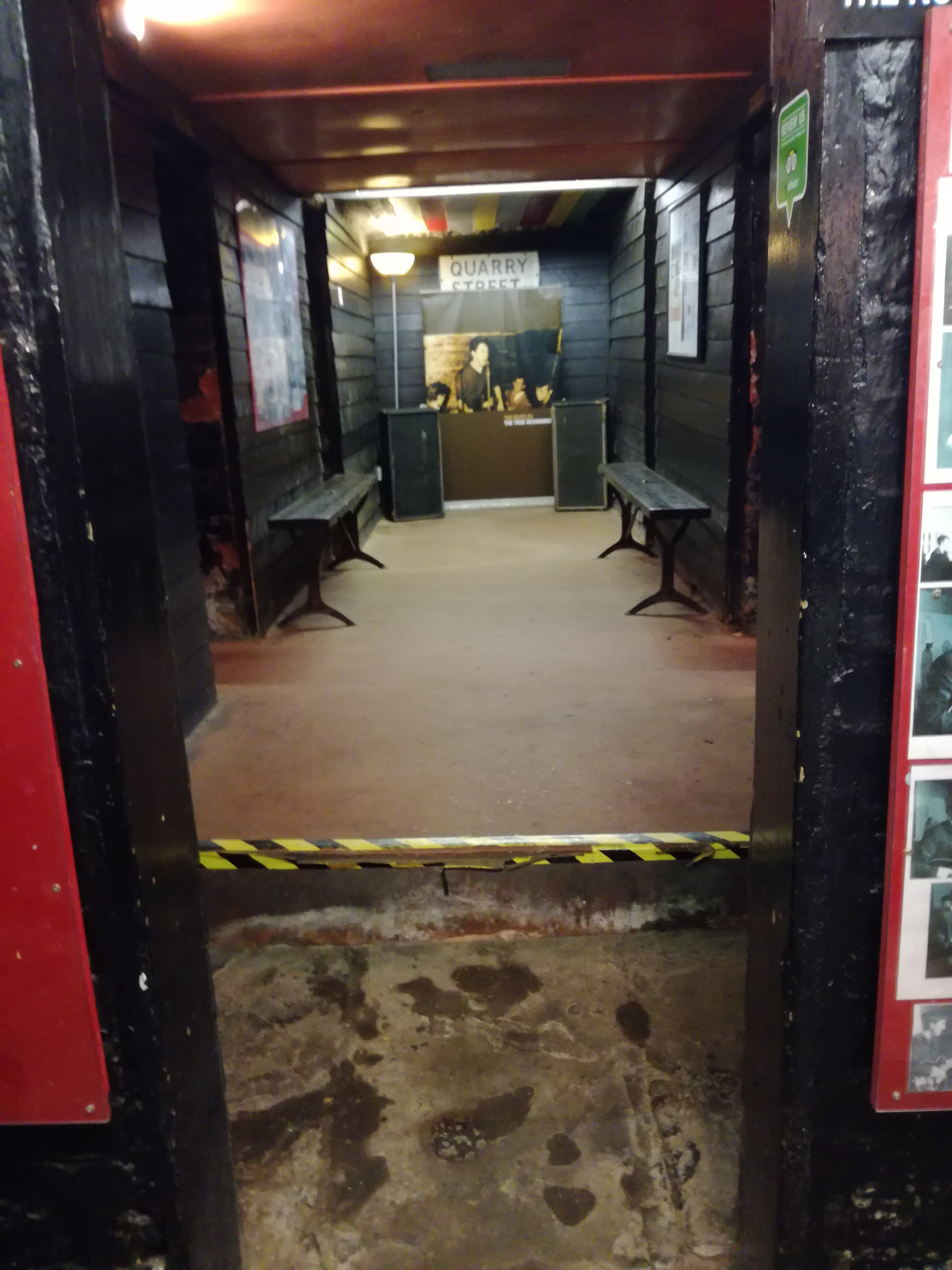
Lugar en el que tocaron Los Quarry Men en el Casbah. Una foto muestra a Ken Brown tocando la guitarra entre Paul McCartney y John Lennon.

The Quarry Men fue una banda de skiffle creada y liderada por John Lennon en 1956, en plena «locura del skiffle» (skiffle craze). El 6 de julio de 1957, durante una presentación de la banda, John Lennon y Paul McCartney se conocieron; poco después Paul ingresó como guitarrista y cantante. Paul a su vez logró que ingresara al grupo George Harrison a fines de 1957.
En julio de 1958 The Quarry Men llegó a grabar un disco simple que se volvería histórico, debido a la inclusión de la primera grabación de una canción de McCartney, titulada «In Spite of All the Danger».
Tres días después, la madre de John Lennon, Julia, murió trágicamente en un accidente de auto, hundiendo a John en la tristeza. El hecho produjo un impasse en la banda, y acercó espiritualmente a John y Paul, que también había perdido a su madre dos años antes. Ambas circunstancias y una seria enfermedad de Nigel Walley, a cargo de la representación, provocaron que la banda quedara reducida a un trío de guitarras, con Lennon y McCartney en las guitarras rítmicas y Harrison en la guitarra solista, aunque en los hechos se encontraba virtualmente disuelta.
Con The Quarry Men semiseparados, Harrison integró también otro grupo, llamado Les Stewart Quartet, liderado por Les Stewart, del que también formaba parte Ken Brown y Geoff Skinner. A mediados de 1959, Mona Best, madre de quien al año siguiente se convertiría en el primer baterista de Los Beatles, inauguró un club musical para adolescentes llamado The Casbah Coffee Club que contrató a Les Stewart Quartet para la inauguración prevista para el 29 de agosto de 1959. Pero poco antes del debut, los integrantes de la banda tuvieron un desacuerdo que provocó el alejamiento de Stewart y Skinner. Harrison entonces recurrió a John Lennon y Paul McCartney para completar el cuarteto, que fueron contratados como The Quarry Men, aunque sin el baterista Colin Hanton. Mona consiguió también que los cuatro jóvenes, terminaran de pintar el sótano, con estrellas, símbolos aztecas, un arco iris, una tela de araña y un dragón. Todas esas imágenes aún se encuentran en el Casbah.
Al llegar octubre Los Quarry Men se aprestaron a realizar su séptima presentación semanal, pero Brown se encontraba con gripe y no estaba en condiciones de tocar, razón por la cual Mona lo envió a una de las habitaciones de la casa para que se metiera en la cama. Cuando llegó el momento del pago, Lennon, McCartney y Harrison pretendieron cobrar también la porción que le correspondía a Brown, que no había tocado. Debido a que Mona se opuso a ello, los tres jóvenes se enojaron y dieron por terminado el acuerdo con el Casbah.

### The Blackjacks
Por ese entonces, Pete Best contaba con 18 años y estaba estudiando en el Collegiate Grammar School. Entusiasmado con la posibilidad de tocar en una banda de rock and roll, convenció a su madre de que le comprara una batería. Poco después formó su propia banda llamada The Blackjacks, que también tocarían en el Casbah. Best incorporó a su banda a Chas Newby, Bill Barlow y Ken Brown, que había sido dejado de lado de los The Quarry Men, luego del incidente de la gripe.
El grupo tocó en el Casbah hasta que Pete Best fue invitado a unirse a The Beatles, que habían sido contratados para tocar en Hamburgo. Con los Blackjacks disueltos, Brown se mudó a Londres y no volvió a desempeñarse como músico profesional. Pese a ello, en los últimos años de su vida realizó una serie de grabaciones musicales que difundió a través de su sitio web personal.

## Autobiografía
Brown escribió una autobiografía titulada inicialmente My Life y luego retitulada Some Other Guy! El manuscrito permanece inédito.

## Muerte
En 2010 Brown sufrió un enfisema que la causó la muerte en su casa de Essex a la edad de 70 años.